# Grand Slam Opera
Grand Slam Opera és un curtmetratge de comèdia estatunidenc del 1936 codirigit i protagonitzat per Buster Keaton.

## Trama
Elmer Butts (Keaton) és rebutjat pels seus amics mentre puja a un tren per començar el seu viatge per intentar una carrera al món de l'espectacle. Té la intenció de fer una audició per al programa de ràdio Coronel Crow's Amateur Night, però el programa acaba abans que pugui fer una audició. Coneix una bella noia (que es veu que viu a la planta baixa d'ell) i li demana sortir, però és rebutjada. Aquella nit practica diverses rutines de ball a la seva habitació que enfada la noia, la demana de nou, però una vegada més és rebutjada.
L'endemà, l'Elmer intenta fer una audició per a 'Amateur Night' una vegada més, però ja hi ha una audició en procés. Mentre s'asseu a la sala d'espera, l'Elmer es prepara ballant amb els diferents estils de música que sent emanar de la sala del costat.
Finalment, a Elmer li toca fer una audició per a l'espectacle, però es troba amb burla quan revela que és un malabarista i té la intenció de descriure les seves tècniques de malabarisme al públic que l'escolta a casa. Durant l'actuació d'Elmer s'enfronta a diverses baralles amb el líder de la banda que està intentant dirigir música de fons. El públic en directe que veu l'espectacle troba l'actuació divertida, però l'Elmer és expulsat. Passen quatre setmanes i es veu a Elmer fent autostop al costat d'una carretera. En escoltar la ràdio d'un cotxe proper s'assabenta que la seva actuació va ser votada com la millor de la nit pel públic i que el seu premi de 100 lliures no ha estat reclamat. L'Elmer torna a l'estudi (en tren, cotxe i a peu) i la seva riquesa i popularitat recentment descobertes convenç a la noia d'anar finalment a una cita amb ell.

## Repartiment
- Buster Keaton com a Elmer Butts
- Diana Lewis com The Girl Downstairs
- Harold Goodwin com a líder de la banda
- John Ince com el coronel Crowe
- Melrose Coakley
- Bud Jamison com a xèrif d'Arizona
- Eddie Fetherston